# Ксензовщина
Ксензовщина — деревня в Мстиславском районе Могилёвской области Белоруссии. Входит в Копачевский сельсовет.

## География
Деревня Ксензовщина находится в 19 км к западу от Мстиславля, в 82 км от Могилёва, в 6 км от железнодорожной станции Ходосы на линии Орша—Сураж. Рельеф равнинный. На западе и юге от деревни течёт река Белая Натопа (приток Чёрной Натопы).

## История
В 1850 году Ксензовщина — село в Мстиславском повете, 1 двор, 9 жителей, собственность помещика.  Согласно переписи 1897 года — деревня Ксензовщина (она же Малаховщина) в Старосельской волости Мстиславского повета, 13 дворов, 84 жителя. Рядом была околица Ксензовщина (2 двора, 9 жителей).
В 1909 году в Ксензовщине 16 дворов, 67 жителей. В 1921 году создано мелиоративное товарищество. С 17.7.1924 года в составе БССР. В 1926 году 24 двора, 142 жителя. В 1931 году организован колхоз «1 Мая», который в 1922 году объединял 18 хозяйств, имел 127 га пашни, обслуживался Хлыщёвской МТС. 
С 20 февраля 1938 года в составе Могилёвской области. В Великую Отечественную войну с июля 1941 года до 29 сентября 1943 года оккупирована немецко-фашистскими захватчиками.
В 1990 году в Ксензовщине насчитывалось 6 хозяйств, 16 жителей, деревня была в составе племсовхоза «Писаревщина» с центром в деревне Копачи.

## Население
В деревне Ксензовщина имеется одно хозяйство, численность населения — 1 человек (2007).

## Инфраструктура
Застройка традиционная, деревянная, усадебного типа. Транспортные связи по местной дороге через агрогородок Копачи и далее по шоссе Мстиславль—Рясно—Могилёв.